# Бауский замок
Бауский замок (нем. Schloss Bauska) — массивное крепостное сооружение, находящееся в междуречье Мемеле и Мусы (двух рукавов латвийской реки Лиелупе). Первоначально строился как долговременный форпост рыцарей Ливонского ордена, целью которого было обезопасить себя от постоянных набегов войск Великого княжества Литовского с юга и защитить опасное для орденской власти рижское направление, на котором впоследствии возник ливонский город Бауск.

## Архитектурная и композиционная характеристика
Замок возник на слиянии двух рек как строение типа кастеллы с нерегулярной планировкой (форма неправильного четырёхугольника). Мощная крепостная стена соединяла пять башен из красного кирпича разной функциональной направленности. К крепостной стене с внутренней стороны замкового комплекса были пристроены здания для нужд дислоцировавшегося в крепости гарнизона.
В восточной части Бауской крепости между двумя четырёхугольными привратными башнями располагался вход. Над главными крепостными воротами надстроены несколько этажей, которые соединяют и укрепляют привратные башни. Четырёхугольная регулярная пристройка с тыла примыкает к крупной башне полукруглой формы, расположенной с западной стороны крепости. Подвальные помещения замка были отведены под казематы и темницу. Над первым этажом главной полукруглой башни располагался цилиндрический свод, а в стенах башни были оборудованы три бойницы. Второй этаж башни был акцентирован богато декорированным четырёхконечным звёздчатым сводом. В северо-западной стороне помещения на втором этаже было место для традиционных камина и дымохода. В южном углу этого же помещения размещался выход в сторону данцкера. На третьем и четвёртом этаже располагались складские помещения, в которых велись работы по организации оборонительных мероприятий в случае угрозы вторжения врага.
Вторая башня Бауского замкового комплекса находилась с северной стороны: на втором этаже располагались жилые помещения для командиров крепостного гарнизона. Надстройка над воротами с этой стороны служила для защиты этого участка крепости в совокупности с первым и вторым этажами этой башни. Максимальная толщина крепостной стены на этом участке достигала 1,7 метров. Башенное строение отапливалось традиционной для средневековых замков печью воздушного обогрева (гипокаустический принцип отопления). В южной части крепостной стены (толщина достигает 3,6 метров) располагалась четырёхугольная оружейная башня, в которой хранились пушки. С восточной стороны Бауской крепости за пределами крепостной стены был создан защитный ров, который был засыпан в XVII веке. Всего Бауский замковый комплекс формировали пять башен.
Фактически современный Бауский замок представляет собой естественное соединение двух крепостных комплексов — развалин замка Ливонского ордена и новой постройки эпохи маньеризма, которая была воздвигнута в период Готхарда Кеттлера, первого герцога нового полусамостоятельного государственного образования — Курляндии и Семигалии. Старинный замковый центр со смотровой башней и герцогский дворец в настоящее время органичной составляют единый музейный комплекс с богатой экспозицией. Общая длина старого замка составляла 124 метра, ширина достигала 43 метров, а общая площадь замкового комплекса достигала 5320 квадратных метров.

## Причины и поводы для строительства
Строительство замка началось в период правления с 1439 по 1450 год магистра Ливонского ордена Хейденрейха Финка фон Оверберга на месте старого городища балтов позднего бронзового века. Крепость строилась для создания мощной оборонительной системы против основного геополитического конкурента — Литвы, для налаживания прямого контроля над ведущими водными и сухопутными торговыми путями, которые вели в том числе в Ригу и в города Северной и Западной Руси (Новгород, Полоцк, Смоленск, Псков), а также для укрепления собственного влияния в регионе Семигалии. Сам Бауский замок по замыслу создателей должен был функционировать в качестве резиденции местного фогта (высокопоставленного чиновника, осуществлявшего судебный (в первую очередь), финансовый контроль, а также функции военного управления в регионе). Замок, в старинных средневековых хрониках именовавшийся Bawsenborg, Bauschkenborg, Powzske, а также Boske или Bauske, возник после ряда тяжелейших поражений, которые ливонские и тевтонские рыцари потерпели от балтийских племён в разные периоды исторических противостояний (в качестве примера можно назвать громкое поражение в Грюнвальдской битве 1410 года в конце Великой войны). Однако катализатором строительных работ стало ещё более сокрушительное поражение, которое Ливонский орден, участвовавший в политической борьбе между кандидатами на княжеский престол в Литве, потерпел от хорошо организованного литовского войска 1 сентября 1435 года в сражении у реки Швентойи, после которого литовские военные отряды принялись чаще осуществлять вооружённые набеги на территории, контролируемые орденскими администраторами. В сражении у Швентойи орден был основательно разбит, в нём погиб магистр Ливонского ордена Франк фон Керсдорф.

## Начало работ по сооружению крепости
После того, как орден немного оправился от крупнейшего за всю историю поражения, новый магистр принял решение собрать силы и приняться за создание масштабного укреплённого района у слияния рек Мусы и Мемеле. В 1443 году впервые зафиксировано упоминание о процессе строительства Бауского замка, фигурировавшее в письме фон Оверберга бургомистрам Ревельской ратуши. Магистр просил градоначальников выслать подмогу, поскольку замок строить было фактически некому — после опустошительных военных действий на территории юго-запада Ливонии и сильнейшей эпидемии оспы население области существенно сократилось. В целях заполучить рабочую силу (нужно было использовать более 500 человек для строительства такой крупной крепости) орден в середине 1440-х годов предпринял военную интервенцию на территорию Руси. Летописи зафиксировали вторжение ливонских рыцарей в районе пограничного городка Ям, который принадлежал Новгородскому княжеству. Эта местность, подконтрольная Новгороду, была густо населена угро-финскими народностями, в основном водью. В ходе набега орден взял в плен большое количество мужчин из води, все они были транспортированы в район современно Бауски для строительства орденской крепости. Новоприбывшие были прозваны местным населением кревинги или krieviņi (по-латышски krievs — русский, в сочетании с суффиксом-деминутивом iņ), постепенно в ходе многочисленных контактов они слились с жителями населённого пункта.

## Завершение строительства
Официально строительство резиденции фогта было закончено в 1451 году; создание Бауского замка стало крупным стратегическим успехом Ливонского ордена. Вскоре, во второй половине XV века, вблизи замка естественным образом сформировалось ремесленническое и рыбацкое поселение, которое получило название Вайрогмиестс (в немецких хрониках традиционно называется Schildburg). Впервые название Бауск применительно к Вайрогмиестсу было зафиксировано в областной церковной документации в 1518 году (считается датой рождения латвийского города Бауска). Некоторые исследователи истории языка считают, что топоним Бауска происходит от старого латышского слова bauska, что в переводе означает «дурной луг», «поле, непригодное для посева»; другие лингвисты высказывают предположение, что название города происходит от летонизма bauze, что обозначает «вершина возвышенности». Сама резиденция судебного администратора строилась с учётом особенностей рельефа местности — замок отличала своеобразная планировочная структура: те участки стен, которые оказывались особо уязвимыми при осаде, вдвойне превышали толщину крепостных стен других участков, а башни крепости располагались не по углам, как это было принято в композициях средневековых замков типа кастеллы, а посередине прясел участков крепостной стены.

## Смены владельцев
Замок и его гарнизон находился в прямом подчинении у орденского коменданта (комтура) Митавы до 1495 года. После этого замковая администрация обрела большую юридическую самостоятельность. На первом этапе Ливонской войны в Вильно произошло важное политическое событие, касавшееся дальнейшей судьбы Бауского замка: канцлер Польского королевства Николай Радзивилл пригласил к себе на встречу своего бывшего заклятого врага предпоследнего магистра Ливонского ордена Вильгельма фон Фюрстенберга и призвал его заключить военно-политическое соглашение против Руси. Ливонский орден должен был поделиться с Польшей некоторыми стратегически выгодными приграничными участками своей территории с укреплёнными районами, в том числе и Бауской крепостью. В свою очередь, канцлер Радзивилл подписал обещание о предоставлении необходимого военного контингента Фюрстенбергу в целях оказания помощи в войне с воинством Ивана Грозного. Таким образом, Бауский замок был передан польскому наместнику в конце декабря 1559 года по условиям заключённого в Вильно польско-орденского договора. Однако замок, несмотря на смену владельцев, продолжал выполнять функции резиденции бауского фогта до самого последнего дня существования Ливонского ордена как военно-политической организации прибалтийско-немецкого рыцарства. Последний фогт Бауски, Генрих фон Гален, решил объединить силы с другим высокопоставленным орденским чиновником, ландмаршалом Зегевольда Шаллем фон Баллем и дать решающее сражение русскому войску под маленьким населённым пунктом Эргемом. К инициаторам битвы присоединились брат фон Балля, комендант Гольдингена (Кулдиги) и Кристофер фон Зееланд, занимавший пост фогта Кандау (Кандавы) со своими вооружёнными формированиями. Однако орденская армия потерпела окончательное и сокрушительное поражение в бою с гораздо более подвижным и маневренным русским войском.
Незадолго до того, как Ливонский орден официально прекратил своё существование, Бауский замок стал предметом бартера между польскими гражданскими и военными администраторами и последним Рижским архиепископом Вильгельмом Бранденбургским, который получил в своё владение Баускую крепость вместо своего домена в Кокенгаузене (современный город Кокнесе), который тот передал полякам (сделка состоялась в 1561 году).
В конце 1562 года, уже после того, как последний магистр распущенного Ливонского ордена Готхард Кетлер перешёл в лютеранскую веру, безоговорочно признал себя вассалом польского короля Сигизмунда II Августа и получил свои старые владения в виде вассального государственного образования — Курляндии и Семигалии — замок был передан в собственность Кетлера. В 1568 году герцог, присягнувший на верность Польскому королевству, созвал в Бауском замке Второй ландтаг курляндского рыцарства, на котором было принято решение о том, что в дальнейшем зимние ландтаги необходимо будет созывать в Митаве, а летние — в Бауске. Таким образом, по итогам собрания в герцогстве Курляндском юридически оформлялось наличие двух столичных городов. Известно, что в замке прошли три ландтага (1568, 1590 и 1601 годов).
Несколько позже, в процессе непрекращающихся военных действий и дипломатических интриг войны за Ливонское наследство в Бауском замке с намерением участвовать в секретных переговорах в 1578 году побывал датский герцог Магнус. Согласно летописному сообщению остзейского историка и комментатора Балтазара Руссова, Магунс приехал в Бауску из Пильтена, (Пильтен принадлежал ему — сюда он ещё раньше тайно прибыл из Оберпалена вместе со своей супругой) по приглашению гетмана Литовского Николая Радзивилла для того, чтобы заключить сепаратный договор, таким образом избежав расплаты с Иваном Грозным и сохранив свои старые владения. Переговоры между Магнусом, братом датского короля Фредерика II затянулись до начала 1579 года, когда герцог-авантюрист согласился передать все свои балтийские владения во временное безвозмездное пользование литовскому гетманству с гарантией, что впоследствии его брат, датский суверен, сохранит права на Пильтен.

## Начало строительства герцогского дворца
После заключения Ям-Запольского мира 15 января 1582 года герцог Готхард Кетлер в условиях политической стабильности принялся за строительство новой более современной резиденции для своей канцелярии при старой ливонской Бауской крепости. Строительство новой дворцовой резиденции началось на месте полуразрушенного восточного форбурга Бауской крепости. Ещё в последние годы жизни первого Кеттлера двор и канцелярия Курляндии полностью переместились в Бауский замок. Строительство резиденции в стиле маньеризма продолжалось и после смерти Готхарда Кеттлера в 1587 году; оно было завершено в 1596 году, о чём свидетельствует историческая надпись на боковом фасаде «Soli Deo Gloria Anno 1596». И в настоящее время герцогское палаццо изящно контрастирует с тяжёлым краснокирпичным ливонским стилем, будучи органично встроенным в старую систему крепостных сооружений, составляя с ним единое композиционное целое.

## История замка в периоды дальнейших войн
В 1605 году, после раздела герцогства между двумя наследниками первого Кетлера (неприязненно относившимися друг к другу Фридрихом и Вильгельмом), в Бауском замке состоялся последний ландтаг. В условиях жестокого военного противостояния в продолжительной шведско-польской войне двор герцога Фридриха Кетлера в 1621 году переехал из Митавы в Бауску, где и оставался до 1624 года, пережидая годы военных потрясений, коснувшихся региона. Однако в 1625 году хорошо вооружённое шведское войско, которое лично возглавлял шведский король Густав II Адольф, подошло к окрестностям Бауски со стороны Литвы и плотным кольцом окружило крепость, расположенную на вершине холма и снабжённую компонентами естественной защиты. Осада могла бы закончиться неудачей, так как у герцогского гарнизона хватало сил, чтобы выдержать долговременную осаду, если бы не измена одного из местных зажиточных бюргеров, которому посулили крупную награду за предательство. Замок был вскоре взят — это была первая в истории победа шведского войска под командованием самого монарха. Невзирая на успешное завершение для шведской армии бауской кампании, шведский гарнизон не мог чувствовать себя в полной безопасности, и в 1628 году  полковник ВКЛ Александр Гонсевский подошёл к замку и вынудил его защитников покинуть крепость без боя и впустить его войско. Шведы приняли выгодные условия, предложенные литвинским военачальником, и предпочли отступить. На данном этапе стратегическое превосходство в регионе осталось за военной силой ВКЛ.

## Судьба замка в Первую Северную войну
В 1642 году курляндский престол перешёл к новому правителю, герцогу Якову Кеттлеру, который, исходя из принципов политики меркантилизма, которой он систематически придерживался, принялся активно развивать мануфактурное производство в герцогстве. В 1658 году Швеция предприняла агрессию в отношении Курляндии и через некоторое время герцог Яков был взят в плен и вместе со своей семьёй из захваченной Митавы и увезён в отдалённую местность. В шведском плену герцог Яков после навязчивых требований вынужден был передать в распоряжение новых сюзеренов два укреплённых пункта в герцогстве — Бауский замок и орденскую крепость в Доблене (современный город Добеле). Тем не менее польский военный контингент на службе у курляндской администрации не смирился с потерей стратегически важной позиции — польский полководец Александр Полубинский предпринял несколько попыток силой отвоевать Бауский замок у шведов, но каждый раз терпел неудачу, а замок страдал от разрушений. После заключения Оливского мира 1660 года шведский гарнизон вынужден был покинуть замок, пришедший в упадок.

## Замок во Вторую Северную войну
Когда завершились боевые действия шведско-курляндского противостояния, казна герцогства приняла решение выделить на ремонтные работы в Бауском замке 12 000 талеров, чтобы привести в порядок обветшалые и повреждённые войной крепостные сооружения. В начале Второй Северной войны в Бауск прибыли русский царь Пётр I и польский монарх (по совместительству — саксонский курфюрст) Август II Сильный. Существует легенда о том, что монархи позавтракали у большого придорожного камня, расположенного на пересечении улиц Кална (Горной) и Рупниецибас (Промышленной), а также померились силой. В ходе встречи решались не только гастрономические, но и геополитические проблемы — оба самодержца заключили устное соглашение об оказании друг другу посильной помощи в ходе военных действий против шведского монарха Карла XII. В 1701 году мощное шведское войско с ходу осуществило решительный приступ Бауской крепости и взяло её; как было сказано в военном донесении, шведский король нашёл отреставрированный курляндцами Бауский замок «пригодным как для складов, так и приграничного поста».
23 августа 1710 года Карл XII подписывает несколько приказов в городке Фрауэнбург (ныне Салдус), один из которых напрямую касается судьбы укреплений Бауского замка. Согласно этому приказу, король решил назначить каждого третьего крестьянина захваченной территории для работ на строительных укреплениях в Бауске. Шведский военачальник генерал-майор Карл Магнус Стюарт получил приказ разработать и осуществить проект по созданию новых земляных укреплений и перестроить Бауский замок исходя из новейших требований фортификации. Закипели масштабные работы по реконструкции замкового комплекса, однако довести их до конца шведы не успели: в конце августа 1705 года российская армия овладела всей Курляндией, а к Бауске, последнему оплоту шведских захватчиков, она подошла 14 сентября, будучи морально готовой к длительной осаде, однако шведское командование решило сдать хорошо укреплённый замок без боя.
На случай возможного реванша Пётр I в марте 1706 года приказал сровнять с землёй все недавно возведённые укрепления Митавского и Бауского замков. В ходе мощного взрыва, устроенного генералами петровской армии, были ликвидированы все шведские бастионы, южное крыло нового замка, а также опоясывавшие замок земляные валы. После этого события Бауский замок больше не тревожили перипетии войны, и он ещё некоторое время оставался в таком полуразрушенном виде. В 1710—1711 годы местные жители, существенно пострадавшее от пришедшего в Лифляндию опустошительного Великого мора (сильнейшей в истории Центральной и Восточной Европы эпидемии чумы), большинство из которых к тому же потеряли жилища, разрушенные в годы активных боевых действий, принялись использовать каменные и кирпичные стены заброшенного Бауского замка в качестве бесплатного строительного материала в сооружении своих новых домов.

## Дальнейшие события, связанные с замком
В период восстания Тадеуша Костюшко контингент русских войск, прибывший в Курляндию, обратил внимание на плачевное положение Бауского замка. Военачальники отправили в столицу сообщение о том, что армейские подразделения не могут использовать помещения Бауского замка для жилья, поскольку во многих местах просто не хватает стен и потолочных перекрытий. Таким образом, предприимчивость местного населения на финальном этапе Великой Северной войны сыграла впоследствии с замком злую шутку.
В 1812 году армия прусского генерала Иоганна Давида Йорка приближалась к лифляндской столице Риге через курляндские окрестности, всюду встречая горячую поддержку остзейских землевладельцев, рассчитывавших получить больше вольностей и прав в составе Пруссии, к которой они рассчитывали присоединиться, отколовшись от России по итогам Отечественной войны. 6 июля пруссаками была занята Бауска, в которой им удалось продержаться до декабря; Бауский замок, несмотря на его печальное положение, на короткое время использовался армией захватчиков в качестве военного лагеря.
В 1970-е годы была выполнена целевая реставрация Бауского замка, в котором в настоящее время располагается несколько музейных экспозиций.